# Łabiszyn (gmina)
Łabiszyn est une gmina mixte du powiat de Żnin, Couïavie-Poméranie, dans le centre-nord de la Pologne. Son siège est la ville de Łabiszyn, qui se situe environ 19 km au nord-est de Żnin et 20 km au sud de Bydgoszcz.
La gmina couvre une superficie de 166,92 km2 pour une population de 9 435 habitants.

## Géographie
La gmina est bordée par les gminy de Barcin, Białe Błota, Nowa Wieś Wielka, Szubin, Złotniki Kujawskie et Żnin.